# The Crooked Man
Ne doit pas être confondu avec Hellboy: The Crooked Man.
Pour plus de détails, voir Fiche technique et Distribution.
The Crooked Man est un film britannique réalisé par George Ridgwell, sorti en 1923.

## Synopsis
Sherlock Holmes enquête sur la mort du colonel Barclay alors que les soupçons pèsent sur Mme Barclay.

## Fiche technique
- Titre original : The Crooked Man
- Réalisation : George Ridgwell
- Scénario : Geoffrey H. Malins, P.L. Mannock, d'après la nouvelle Le Tordu d'Arthur Conan Doyle
- Direction artistique : Walter W. Murton
- Photographie : Alfred H. Moise
- Montage : Challis N. Sanderson
- Société de production : Stoll Picture Productions
- Société de distribution : Stoll Picture Productions
- Pays de production :  Royaume-Uni
- Langue originale : anglais
- Format : noir et blanc — 35 mm — 1,37:1 — Film muet
- Genre : Film policier
- Durée : 2 bobines (2 228 pieds)
- Date de sortie :
  - Royaume-Uni : mars 1923

## Distribution
- Eille Norwood : Sherlock Holmes
- Hubert Willis : Docteur Watson
- Jack Hobbs : Henry Wood
- Gladys Jennings : Mme Barclay
- Dora De Winton : Mlle Morrison
- Richard Lindsay : Major Murphy
- Warwick Ward